# سلمان بن حمد آل خليفة
الأمير سلمان بن حمد آل خليفة (مواليد 21 أكتوبر 1969)، ولي عهد مملكة البحرين منذ 9 مارس 1999 ورئيس مجلس الوزراء، وهو (بحسب خط الخلافة على العرش البحريني) الوريث الواضح لعرش مملكة البحرين بعد أبيه الملك حمد بن عيسى آل خليفة. ينتمي الأمير سلمان إلى أسرة آل خليفة التي يرجع أصلها إلى العتوب، وهو حلف يضم عدة قبائل عربية، هاجرت من مرابعها في الهدار في نجد، واستقرت على ضفاف الخليج العربي في النصف الثاني من القرن الحادي عشر الهجري.
ولد الأمير سلمان في الرفاع ليكون الإبن البكر لوالده الملك حمد بن عيسى آل خليفة وزوجته الأميرة سبيكة بنت ابراهيم آل خليفة، تلقى تعليمه الابتدائي في البحرين، بينما أكمله في المملكة المتحدة والولايات المتحدة، حيث نال شهادة البكالوريوس في العلوم السياسية من الجامعة الأميركية في واشنطن وشهادة الماجستير في فلسفة التاريخ من جامعة كامبريدج.
تقلد الأمير سلمان العديد من المناصب، فشغل منصب نائب القائد الأعلى للقوات المسلحة وعين نائباً أول لرئيس مجلس الوزراء ثم أصبح رئيسا للوزراء، كما تولى الإشراف على تنفيذ السياسة العامة والخطط العسكرية والإدارية والاقتصادية والمالية لقوة دفاع البحرين والحرس الوطني وعمل على تطوير أداء أجهزة السلطة التنفيذية.
في 9 مارس 1999 تولى الأمير سلمان ولاية العهد بعد أن أدى اليمين الدستورية، إثر تولي والده الملك حمد بن عيسى آل خليفة مقاليد الحكم خلفا للشيخ عيسى بن سلمان آل خليفة، ومنذ توليه ولايه العهد؛ أطلق الأمير سلمان العديد من المبادرات كرؤية البحرين الاقتصادية 2030 بهدف تحسين المستوى المعيشي لمواطني المملكة، وعمل على تحرير الاتصالات عن طريق تأمين البيئة التنافسية والتنظيمية الخاصة بقطاع الاتصالات، وإصلاح سوق العمل من أجل تشغيل العمالة الوطنية ورفع كفاءتها وجعل المواطن البحريني هو الخيار الأول في سوق العمل، كما عمل الأمير سلمان على إصلاح التعليم من خلال تطبيق برامج متطورة وصياغة سياسات تعليمية معاصرة تستطيع مواكبة ما يشهده العالم من متغيرات مستمرة وتطورات تقنية متلاحقة في جميع المجالات، كما ساهم في إنجاز مشروع حلبة البحرين الدولية وإقامة أولى سباقات الجائزة الكبرى (الفورمولا واحد) في الشرق الأوسط على أرض مملكة البحرين في 4 أبريل 2004.
تزوج الأمير سلمان من الشيخة هالة بنت دعيج آل خليفة وأنجب ابنان وابنتان، يذكر أنه يمارس عددًا من الرياضات والهوايات كالرماية ورياضة السيارات والدراجات النارية والرياضات البحرية، حاز الأمير سلمان العديد من الأوسمة خلال مسيرته المهنية كوسام الشيخ عيسى بن سلمان آل خليفة من الدرجة الممتازة، ووسام الأمير سلمان بن حمد للاستحقاق الطبي، ووسام النهضة من الدرجة الأولى من المملكة الأردنيـة الهاشمية ووسام الاتحاد من دولة الإمارات العربية المتحدة وغيرها تقديرُا لجهوده في تعزيز العلاقات السياسية والاقتصادية بين مملكة البحرين والدول الشقيقة والصديقة والمبادرات الرامية إلى تعزيز أمن الخليج والسلام والتنمية المستدامة في الشرق الأوسط.

## حياته

### طفولته وتعليمه
ولد الأمير سلمان بن حمد يوم الثلاثاء 21 أكتوبر 1969 وهو الإبن الأكبر للملك حمد بن عيسى آل خليفة ملك البحرين من زوجته الأولى الأميرة سبيكة بنت إبراهيم آل خليفة. تلقى تعليمه في مدارس البحرين. وفي عام 1992 حصل على شهادة البكالوريوس في العلوم السياسية من الجامعة الأميركية في واشنطن في الولايات المتحدة، في عام 1994 حصل على شهادة الماجستير في فلسفة التاريخ من جامعة كامبريدج.

### المناصب
- عُيّن في عام 1992 نائباً لرئيس مجلس أمناء مركز البحرين للدراسات والبحوث، وفي 9 مايو 1995 عُيّن رئيساً لمجلس أمناء المركز واستمر في رئاسته حتى عام 1999.
- في 9 سبتمبر 1995 أصدر الأمير الراحل الشيخ عيسى بن سلمان آل خليفة مرسوماً بتعينه وكيلاً لوزارة الدفاع.
- في 9 مارس 1999 وبعد وفاة جده الأمير الراحل الشيخ عيسى بن سلمان آل خليفة في 6 مارس 1999 وتولّي والده الملك حمد بن عيسى آل خليفة مقاليد الحكم صدر أمر أميري بتعينه ولياً للعهد.
- في 22 مارس 1999 أصدر الملك حمد بن عيسى آل خليفة ملك البحرين أمر أميري بتعينه قائداً عاماً لقوة دفاع البحرين برتبة فريق أول.
- عُيّن في 1 يونيو 1999 رئيساً للمجلس الأعلى للشباب والرياضة، وشغل المنصب حتى 6 سبتمبر 2010.[2]
- عُيّن في 24 فبراير 2001 رئيساً للجنة تنفيذ ميثاق العمل الوطني الذي وافق عليه البحرينيون في استفتاء أجري في ذات الشهر بنسبة 98.4%، وقدمت اللجنة برنامج شامل للتنمية المستقبلية تقوم على الشفافية والتعاون والمشاركة الشعبية، كما اقترحت اللجنة عدد من القوانين لتنفيذ الميثاق الوطني بما في ذلك القوانين المتعلقة بالمشتريات الحكومية وحرية الصحافة وقد أدى الميثاق إلى تحول البحرين إلى مملكة دستورية في 14 فبراير 2002 وإلى عودة الحياة البرلمانية من خلال تأسيس المجلس الوطني بغرفتيه - مجلس النواب (المنتخب) ومجلس الشورى (المعين) – لتمثيل مختلف مكونات المجتمع البحريني. وترافق ذلك مع تأسيس المحكمة الدستورية، وكان لسموه دور بارز في تفعيل مبادئ ميثاق العمل الوطني من خلال ترؤسه وإشرافه المباشر على لجنة تفعيل ميثاق العمل الوطني في 24 فبراير 2001 والتي اختصت آنذاك باقتراح التوصيات والسياسات اللازمة لتفعيل آلية المبادئ التي نص عليها ميثاق العمل الوطني.
- في 3 مارس 2002 تولّى بحكم منصبه كولي للعهد رئاسة مجلس التنمية الاقتصادية وهو المجلس المسؤول عن صياغة ومراقبة إستراتيجية التنمية الاقتصادية في البحرين ويهدف إلى استقطاب الاستثمارات الأجنبية المباشرة إليها ، وقال جلالة الملك: أهم خطوة اتخذتها انني سلمت ملف الاقتصاد الى الابن سلمان بهدف السعي إلى الصعود بمستوى اقتصادنا الى مصاف الدول الراقية. لقد فصلنا القرار السياسي عن الاقتصادي. فالقرار السياسي يحتاج الى اجماع المسئولين عن الشأن وهذا يأخذ وقتا أطول. أما الاقتصاد فانه لا يحتمل التأخير ويحتاج الى قرار سريع. حاليا لدينا آلية مجلس التنمية الاقتصادية وقراراته منفصلة عن مجلس الوزراء.[3]
- في 6 يناير 2008 أصدر الملك حمد بن عيسى آل خليفة ملك البحرين أمر ملكي بتعيينه نائباً للقائد الأعلى وأسند له الإشراف على تنفيذ السياسة العامة والخطط العسكرية والإدارية والاقتصادية والمالية لقوة دفاع البحرين والحرس الوطني.
- في يوم عيد مولده الأربعين الموافق 21 أكتوبر 2009 أصدر الملك حمد بن عيسى آل خليفة ملك البحرين أمراً ملكياً بمنح الشيخ سلمان بن حمد آل خليفة ولي العهد نائب القائد الأعلى لقب صاحب السمو الملكي الأمير.[4]
- في سنة 2011 أصدر الملك حمد بن عيسى آل خليفة ملك البحرين مرسوم ملكي بتعيينه رئيساً للّجنة العليا للثروات الطبيعية والأمن الاقتصادي والتي تغير أسمها إلى اللجنة العليا للطاقة والثروات الطبيعية في سنة 2021.
- في 8 فبراير 2011 أصدر الملك حمد بن عيسى آل خليفة ملك البحرين، أمر ملكي بترقية الفريق أول الأمير سلمان بن حمد آل خليفة ولي العهد نائب القائد الأعلى إلى رتبة مشير.[5]
- في 11 مارس 2013 أصدر الملك حمد بن عيسى آل خليفة ملك البحرين مرسوم ملكي بتعيينه نائباً أول لرئيس مجلس الوزراء لتطوير أداء أجهزة السلطة التنفيذية.[6]

 قائمة الحكومات التي كان ولي العهد الأمير سلمان بن حمد آل خليفة بصفته نائباً أول لرئيس مجلس الوزراء عضواً فيها منذ 11 مارس 2013 حتى توليه رئاسة الوزراء في 11 نوفمبر 2020 .
| الحكومة           | بداية الفترة  | نهاية الفترة   | رئيس الوزراء                   |
| ----------------- | ------------- | -------------- | ------------------------------ |
| مجلس الوزراء 2010 | 11 مارس 2013  | 30 نوفمبر 2014 | الأمير خليفة بن سلمان آل خليفة |
| مجلس الوزراء 2014 | 6 ديسمبر 2014 | 2 ديسمبر 2018  | الأمير خليفة بن سلمان آل خليفة |
| مجلس الوزراء 2018 | 4 ديسمبر 2018 | 11 نوفمبر 2020 | الأمير خليفة بن سلمان آل خليفة |

- 11 مايو 2016 أصدر الملك حمد بن عيسى آل خليفة ملك البحرين مرسوم ملكي بتعيينه رئيساً للّجنة العليا للتخطيط العمراني.
- 4 أبريل 2016 أصدر الملك حمد بن عيسى آل خليفة ملك البحرين أمر ملكي بإنشاء الهيئة العليا للصندوق الملكي لشهداء الواجب و تم تعيينه رئيسًا على الهيئة.
- في سنة 2018 أصدر الملك حمد بن عيسى آل خليفة ملك البحرين أمر ملكي بتعيينه نائباً أول لرئيس مجلس العائلة المالكة الكريمة.
- يترأس سموه مجلس الخدمة المدنية منذ 23 أكتوبر 2018 بموجب الأمر ملكي رقم (50) لسنة 2018 الذي بموجبه عُهِد إلى سموه تشكيل مجلس الخدمة المدنية، وتطوير أداء أجهزة السلطة التنفيذية، وإصدار كافة القرارات اللازمة في هذا الشأن وبالأخص تعيين المدراء ومن في حكمهم ونقلهم إلى الوزارات والهيئات الحكومية.
- يترأس سموه اللجنة التنسيقية التي تعنى بجوانب تتصل بشكل مباشر بتطوير العمل الحكومي ووضع الأولويات الملحة والملفات والموضوعات المتصلة ببرنامج الحكومة ومتابعة سير المشاريع الحيوية، ودراسة الموضوعات المحالة لها من الحكومة الموقرة ومتابعة سير الخطط والاستراتيجيات الموضوعة للارتقاء بالأداء بما ينعكس على التطوير والتحديث المنشود في مخرجات كافة الوزارات والهيئات الحكومية بجودة عالية.
- في 11 نوفمبر 2020 أصدر الملك حمد بن عيسى آل خليفة ملك البحرين أمر ملكي بتعيينه رئيساً لمجلس الوزراء بعد وفاة رئيس الوزراء الأمير خليفة بن سلمان آل خليفة الذي شغل المنصب لقرابة 49 عاماً ، [7][7][8] وفي 21 نوفمبر 2022 أصدر الملك حمد بن عيسى آل خليفة ملك البحرين أمر ملكي بتعيينه رئيساً لمجلس الوزراء وتكليفه بترشيح أعضاء الحكومة وذالك بعد استقالة الحكومة السابقة برئاسته في نفس اليوم وصدر مرسوم تشكيل الحكومة الثانية برئاسته في نفس اليوم حيث تُعتبر أول حكومة يشكلها حيث أن الحكومة السابقة شكلها رئيس الوزراء السابق الأمير خليفة بن سلمان آل خليفة وترأسها الأمير سلمان بعد وفاته.

### الحكومات التي ترأسها الأمير سلمان بن حمد
|   | الحكومة           | بداية الفترة   | نهاية الفترة   |
| - | ----------------- | -------------- | -------------- |
| 1 | مجلس الوزراء 2018 | 11 نوفمبر 2020 | 21 نوفمبر 2022 |
| 2 | مجلس الوزراء 2022 | 21 نوفمبر 2022 | حتى الان       |

## المبادرات والإنجازات
يحرص الأمير سلمان على الالتقاء بالمواطنين والتواصل معهم أسبوعيًا جرياً على عادات الآباء والأجداد، يتوافد على المجلس أفراد العائلة المالكة والوزراء وأعضاء مجلسي النواب والشورى والبلديات ورجال الدين والفعاليات الاقتصادية والاجتماعية وأعضاء السلك الدبلوماسي في المملكة والشخصيات الأكاديمية والفكرية والاعلامية وأفراد المجتمع. كما يحرص الأمير سلمان على حضور المجالس الرمضانية بشكل شبه يومي في شهر رمضان جرياً على عادات الآباء والأجداد للتواصل مع المواطنين بشكل مباشر والالتقاء بهم. وايضًا يذهب للكثير من المجالس خارج شهر رمضان.

### رؤية البحرين الاقتصادية 2030
في اكتوبر 2008؛ أطلق الأمير سلمان بن حمد آل خليفة رؤية البحرين الاقتصادية 2030 والتي أحد أهدافها هو تحسين المستوى المعيشي لجميع مواطني مملكة البحرين ومضاعفة دخل العائلة البحرينية، وتطوير اقتصاد المملكة. ارتكزت رؤية البحرين الاقتصادية 2030 على ثلاثة محاور وهي الاستدامة، والتنافسية، والعدالة.

### تحرير الاتصالات
أسهم الأمير سلمان في تحرير قطاع الاتصالات وتأمين البيئة التنافسية والتنظيمية الخاصة بقطاع الاتصالات وفق معايير من الشفافية والعدالة والتنافسية في تقديم خدمات هذا القطاع والمضي قدما في تبني السياسات الداعمة لضمان وجود التقنيات المتطورة وتوفير الخدمات المتكاملة للأفراد والمؤسسات.

### إصلاح سوق العمل
جاء إصلاح سوق العمل ضمن مبادرات قادها الأمير سلمان للإصلاح الاقتصادي مما تمخض عنه إنشاء هيئة تنظيم سوق العمل وصندوق العمل (تمكين) ومنذ إنشائهما في عام 2006 أُنيط بهما وضع خطة وطنية لسوق العمل تتضمن الاستراتيجية والسياسة العامة بشأن تشغيل العمالة الوطنية ورفع كفاءتها واستقدام العمالة الأجنبية وجمع وتحليل البيانات والمعلومات والإحصاءات المتعلقة بالوضع الاقتصادي في المملكة وخاصة ما يتعلق منها بسوق العمل، وجعل المواطن البحريني هو الخيار الأول في سوق العمل من خلال الدعم والتسهيلات المقدمة له.

### مجلس المناقصات والمزايدات
ساهم الأمير سلمان في تشكيل مجلس المناقصات والمزايدات الذي يعد نقلة في إطار التحديث الإداري في شؤون ضبط المناقصات والمزايدات وتحقيق المزيد من الالتزام بالشفافية في التعامل مع مختلف المشروعات بشكل عادل وهو ما ينادي به دائماً لتعزيز مبدأ تكافؤ الفرص وجودة العروض، والتوظيف الأمثل للموارد الوطنية.

### إصلاح التعليم
يؤكد الأمير سلمان دائماً أن التعليم الذي هو أساس تطور المجتمع لابد أن يكون في أرقى مستوياته، ومن هذا المنطلق دعا إلى ضرورة تطبيق برامج متطورة وصياغة سياسات تعليمية معاصرة تستطيع مواكبة ما يشهده العالم من متغيرات مستمرة وتطورات تقنية متلاحقة في جميع المجالات. وفي ضوء ذلك تم تدشين عدد من المبادرات الرئيسية في مجالات مختلفة في القطاع التعليمي منها: الاستراتيجية الوطنية للتعليم العالي، وبرنامج تطوير مدارس البحرين، وبرنامج التعليم المهني والتدريب، وتحسين أداء المدارس، وهيئة ضمان جودة التعليم والتدريب، وكلية المعلمين.

### برنامج ولي العهد للمنح الدراسية العالمية
في عام 1999م أسس الأمير سلمان برنامج سموه للمنح الدراسية العالمية لتوجيه الشباب البحريني إلى متطلبات القرن الحادي والعشرين. ومن أهداف هذا البرنامج تمكين الشباب البحريني المتميز من الجنسين في تلقي العلوم في أرقى الجامعات العالمية والمساهمة بفعالية في بناء الوطن ودعم مسيرة التقدم والازدهار.

### تنظيم القطاع الصحي
يتابع الأمير سلمان الجهود الساعية لتحقيق مستويات أفضل من جودة الرعاية الصحية في المملكة، ويؤكد على تطوير برنامج الرعاية الصحية في البحرين من خلال التركيز على المحافظة على صحة السكان والترويج لممارسات الصحية وطرق الوقاية السليمة، وتكامل الخدمات في جميع مكونات النظام الصحي، وتحسين إطار عمل الجودة، وتوفير خدمات الرعاية الصحية للجميع، وتعزيز دور وزارة الصحة في وضع السياسات، إلى جانب ضمان استدامة الخدمات الصحية مع تعزيز الدور التنظيمي والحوكمة لهيئة تنظيم المهن الصحية.

### فورمولا 1 وحلبة البحرين الدولية لسباق السيارات
ساهم الأمير سلمان في إنجاز مشروع حلبة البحرين الدولية وإقامة أولى سباقات الجائزة الكبرى (الفورمولا واحد) في الشرق الأوسط على أرض مملكة البحرين في 4 أبريل 2004. وتعتبر سباقات الفورمولا واحد إضافة نوعية لدعم وتنوع ونمو الاقتصاد الوطني بما تشكله من منصة ترويجية تخلق فرصاً متعددة للإعلان والتسويق والتوظيف وبناء العلاقات الاقتصادية والاستثمارية.

## الندوات
- اهتم بالكثير من الندوات كعقد دورات تخصصية متعددة مثل دورة التنبؤ الاقتصادي، ودورة التحليل الإحصائي ودورات في تفسير النتائج والتحليل والتقارير المالية، ودورات في طرق البحث العلمي.
- يؤمن بأهمية النقد الذاتي ولذلك أقر في 15 أبريل 1997 تخصيص ندوة لمناقشة دور المركز ومهماته في مجال البحوث.
- اهتم بقضية المياه في البلاد اهتماما كبيرا فعقدت ندوة «الوضع المائي في البحرين والخيارات المطروحة وواقعية الحلول» في 11 يوليو/ تموز 1994[8][13]

## جائحة كورونا
كان للأمير سلمان بن حمد دور بارز عالميًا في مكافحة ازمة كورونا وتم الاشادة به من الكثير من الشخصيات بحكمته في احتواء الازمة حيث أشرف على احتواء الازمة من خلال اللجنة التنسيقية التي يترأسها .
ومن القرارات الذي اصدرها مجلس الوزراء و اللجنة التنسيقية برئاسته:
- دفع 50% من رواتب البحرينين المؤمن عليهم في المنشآت الاكثر تاثرًا في القطاع الخاص لمدة 3 شهور.[20]
- التكفل بفواتير الكهرباء والماء لكافة المشتركين المواطنين في مسكنهم الاول.[21]
- إسناد القطاعات الاقتصادية الاكثر تاثرًا من تداعيات كورونا.[22]
- توجيه مصرف البحرين المركزي لحث جميع المصارف بتأجيل مدفوعات القروض.[23]
- تخصيص محفظتين الاولى لدعم 950 من سواق سيارات الاجرة وسواق النقل المشترك والباصات والحافلات.[24]
- المحفظة الثانية لدعم 829 مدرب سياقة.[24]
- دفع الرواتب كاملة لما مجموعة 422 عاملة في رياض الاطفال و102 عاملة في دور الحضانة من غير المؤمن عليهم في الهيئة العامة للتامين الاجتماعي.[25]
- تخفيض بعض الرسوم المفروضة لدى هيئة تنظيم سوق العمل لإصدار وتجديد جميع فئات تصاريح العمل التي تصدر لمدة سنة واحدة، وجميع الرسوم الشهرية المتعلقة بها التي تحصلها الهيئة بنسبة 50% لمدة ثلاثة أشهر فيما يُعفى أصحاب العمل الذين يمارسون الأنشطة التجارية الأكثر تضرراً من تداعيات فيروس (كوفيد 19) والتي يصدر بتحديدها قرار من نائب رئيس مجلس الوزراء رئيس اللجنة الوزارية للشئون المالية والاقتصادية والتوازن المالي من تلك الرسوم اعتباراً من الأول من يوليو ولمدة ثلاثة أشهر.[26]
- اعفاء الشركات المتضررة نتيجة تداعيات كورونا من دفع رسوم البلدية لمدة 3 شهور.[27]
- إعفاء المنشآت والمرافق السياحية من دفع رسوم السياحة لمدة 3 أشهر.[27]
- اعفاء المستأجرين لاملاك التابعة للحكومة والشركات الحكومية من الايجارات الشهرية لمدة ٣ اشهر[27]
- اعفاء الشركات المتضررة نتيجة تداعيات جائحة فيروس كورونا من دفع رسوم تجديد السجل العقاري لعام 2021 [28]

## حياته الخاصة
تزوج من الشيخة هالة بنت دعيج آل خليفة ولهما من الأبناء:
- الشيخ عيسى (مواليد 7 مارس 1990-). متزوج من الشيخة جواهر بنت عبد الله بن عيسى بن سلمان آل خليفة.
- الشيخ محمد (مواليد 11 نوفمبر 1991-).
- الشيخة فاطمة الدانة.
- الشيخة الجود.

## ألقابه
1. 21 أكتوبر 1969 - 9 مارس 1999: سمو الشيخ سلمان بن حمد آل خليفة
2. 9 مارس 1999 - 21 أكتوبر 2009: صاحب السمو الشيخ سلمان بن حمد آل خليفة
3. 21 أكتوبر 2009 - حتى الآن: صاحب السمو الملكي الأمير سلمان بن حمد آل خليفة [29][30]

## قائمة الأوسمة
- وسام الشيخ عيسى بن سلمان آل خليفة من الدرجة الممتازة
- وسام النهضة للملك حمد من الدرجة الممتازة
- وسام أحمد الفاتح من الدرجة الأولى
- وسام البحرين من الدرجة الأولى
- وسام الأمير سلمان بن حمد للاستحقاق الطبي
- وسام تقدير الخدمة العسكرية من الدرجة الأولى
- وسام حوار من الدرجة الأولى
- نوط تحريرالكويت
- وسام النهضة من الدرجة الأولى من المملكة الأردنيـة الهاشمية
- وسام الاتحاد من دولة الإمارات العربية المتحدة

## معرض الصور

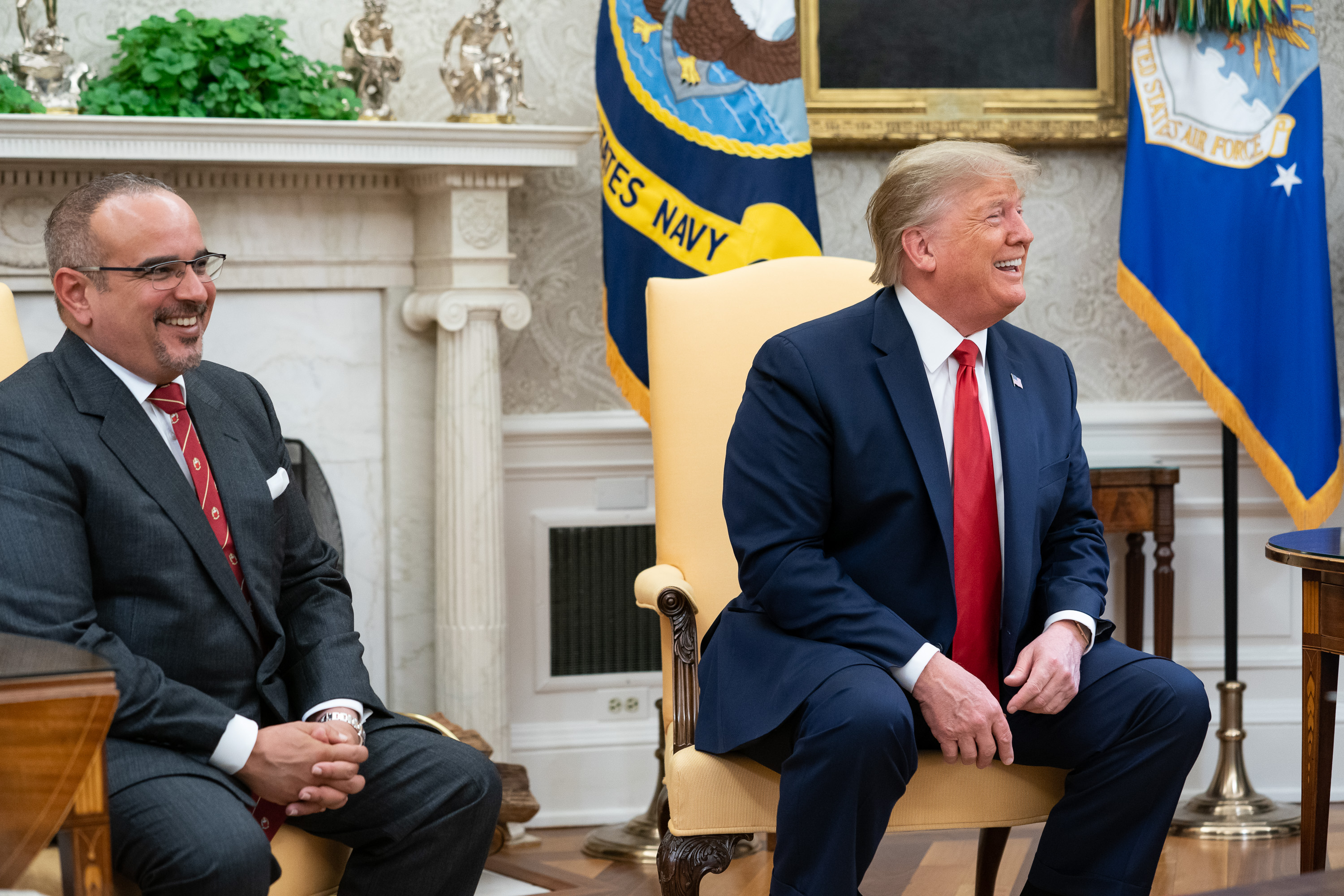
الأمير سلمان بن حمد والرئيس الامريكي السابق دونالد ترامب.
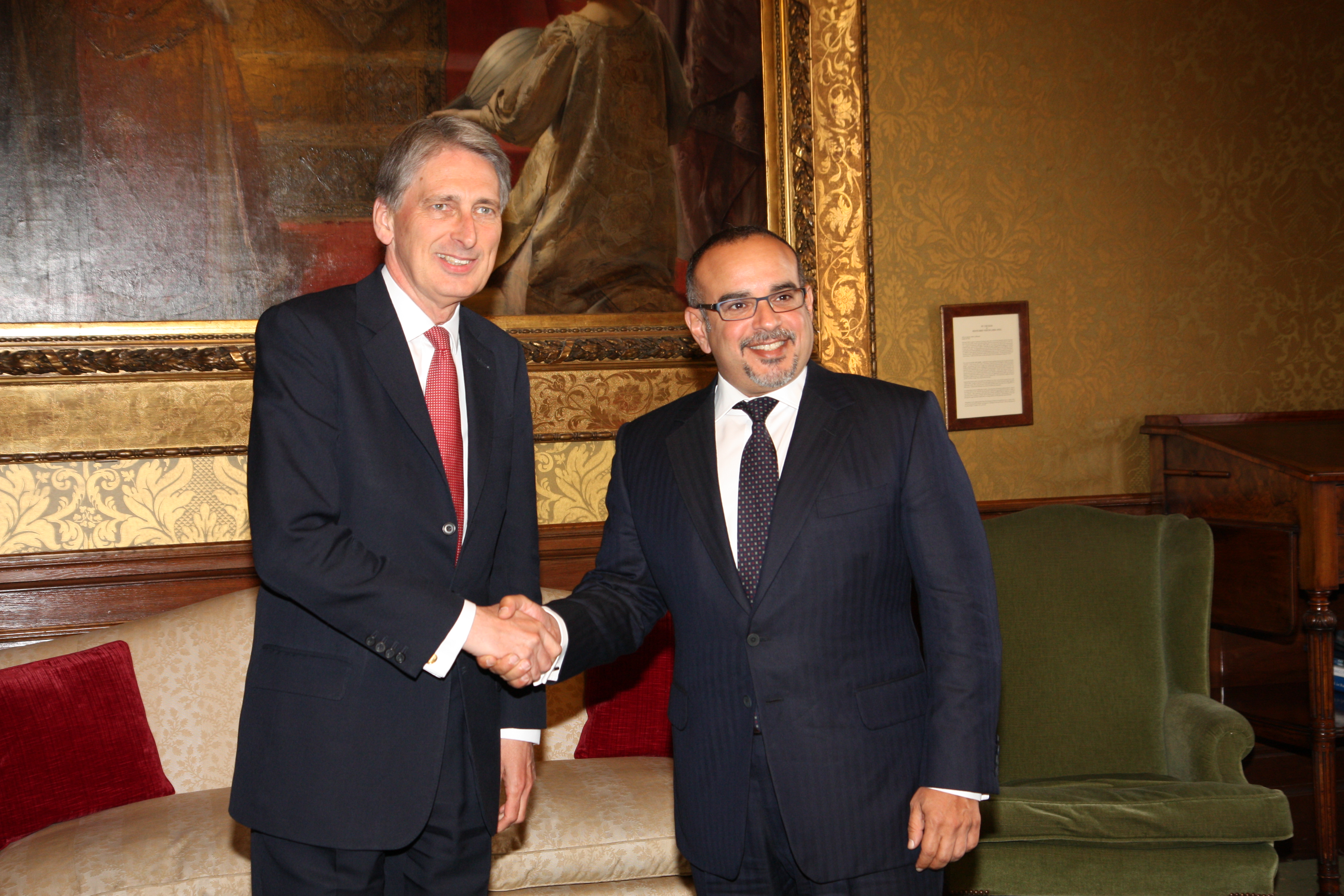
الأمير سلمان بن حمد وفيليب هاموند وزير الدفاع وزير خارجية المملكة المتحدة.
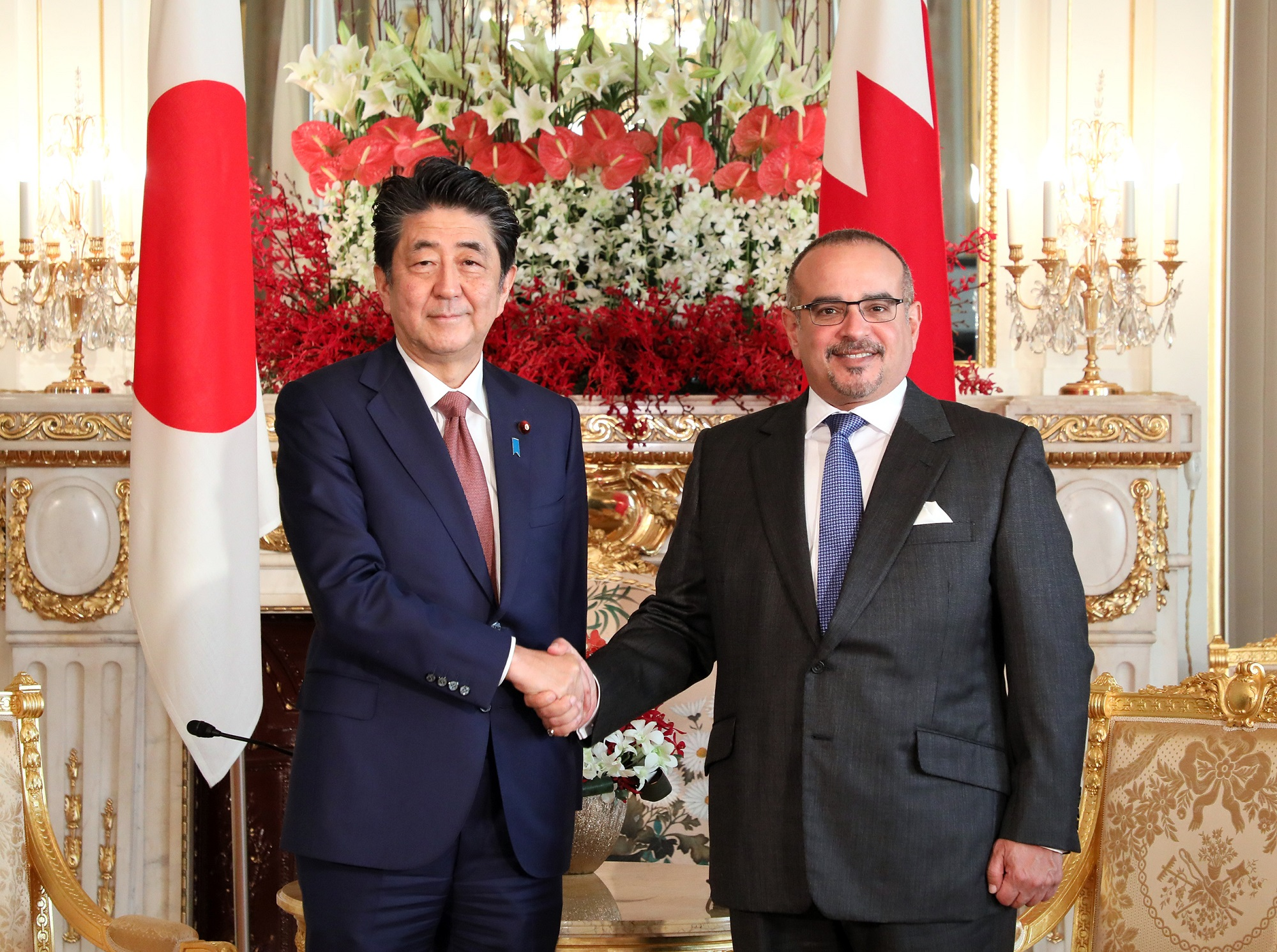
الأمير سلمان بن حمد و والسيد شينزو آبي رئيس وزراء اليابان السابق.
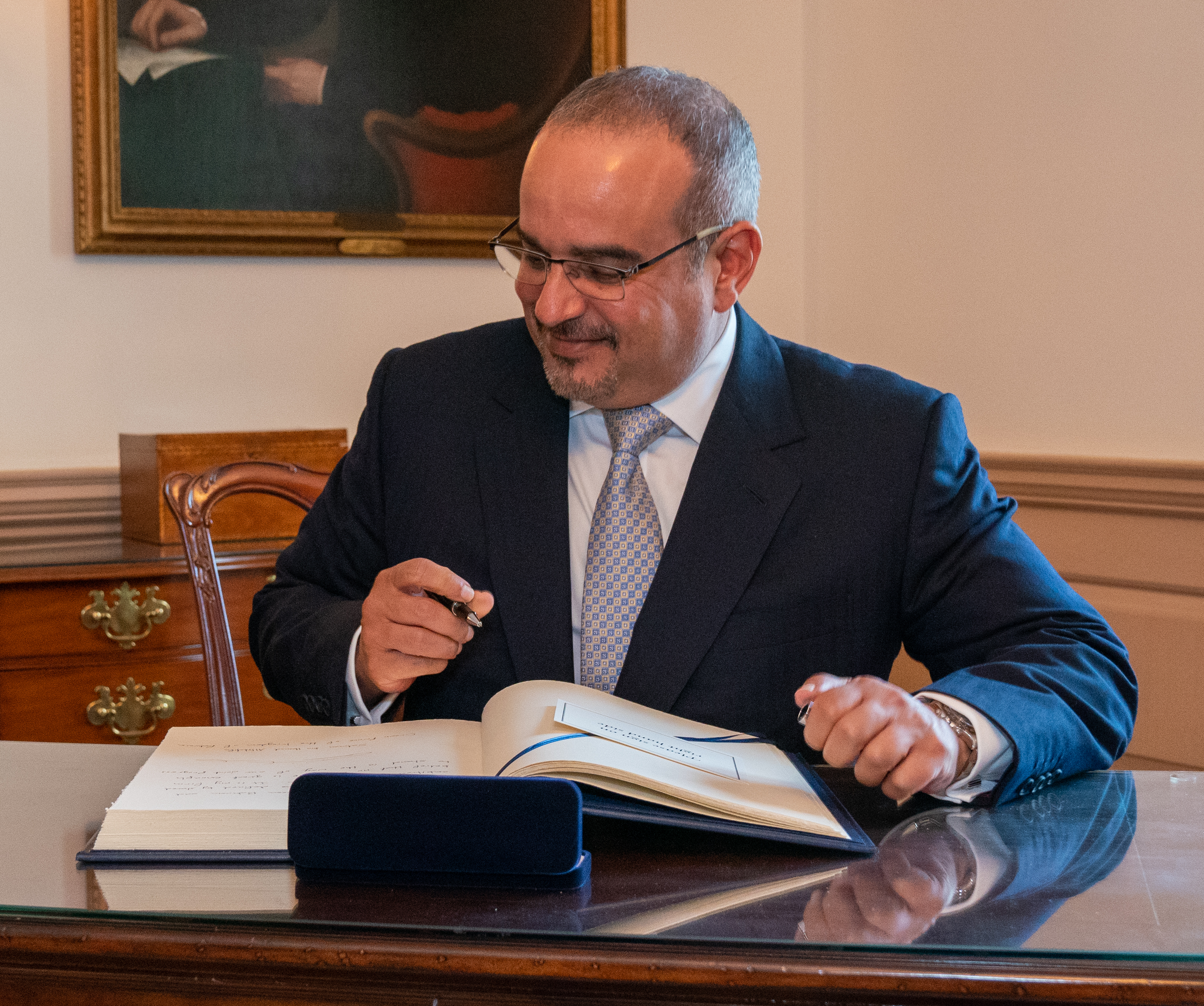
الأمير سلمان آل خليفة في وزارة الخارجية الأمريكية عام 2019
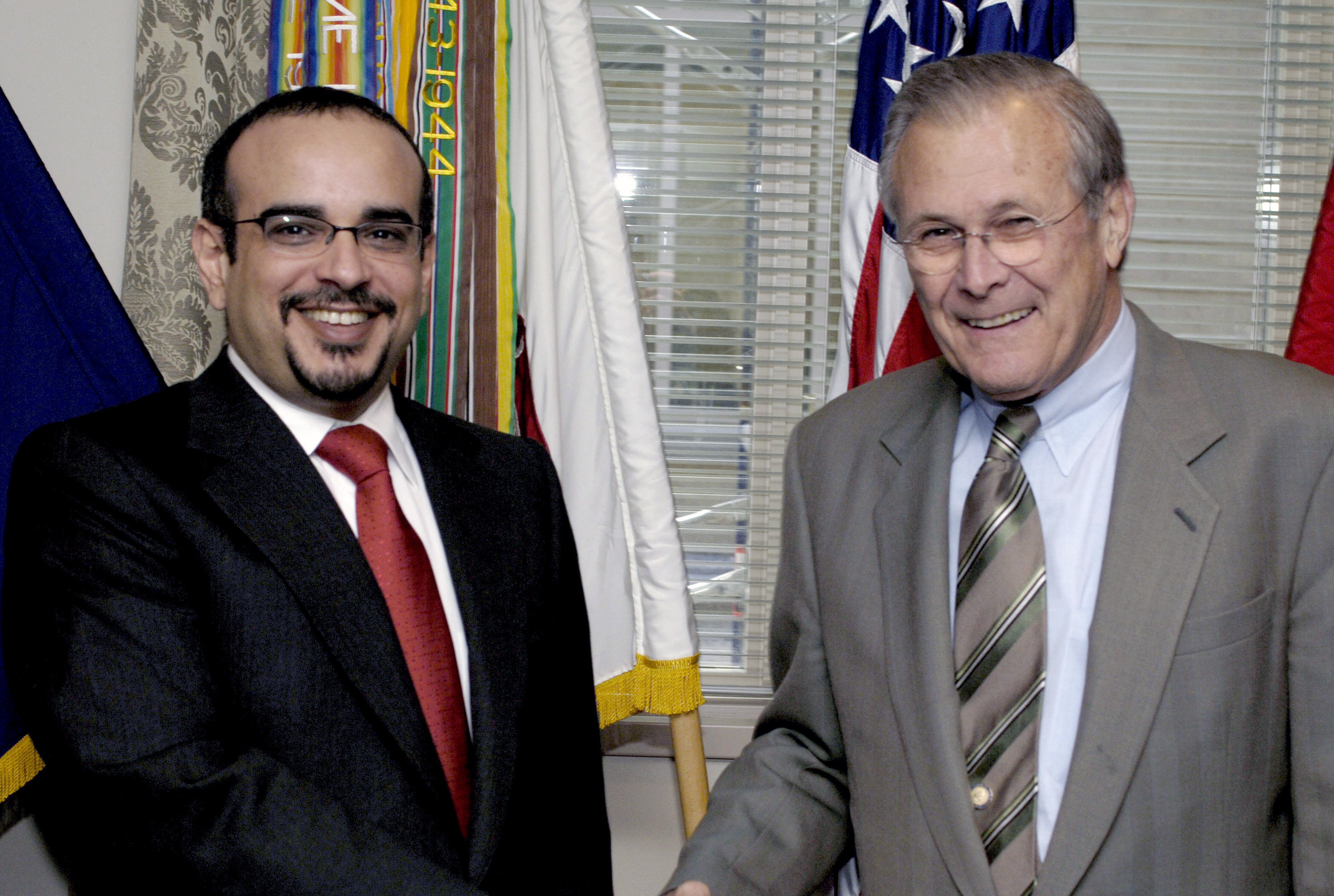
الأمير سلمان بن حمد ووزير الدفاع الاميركي السابق دونالد رامسفيلد.
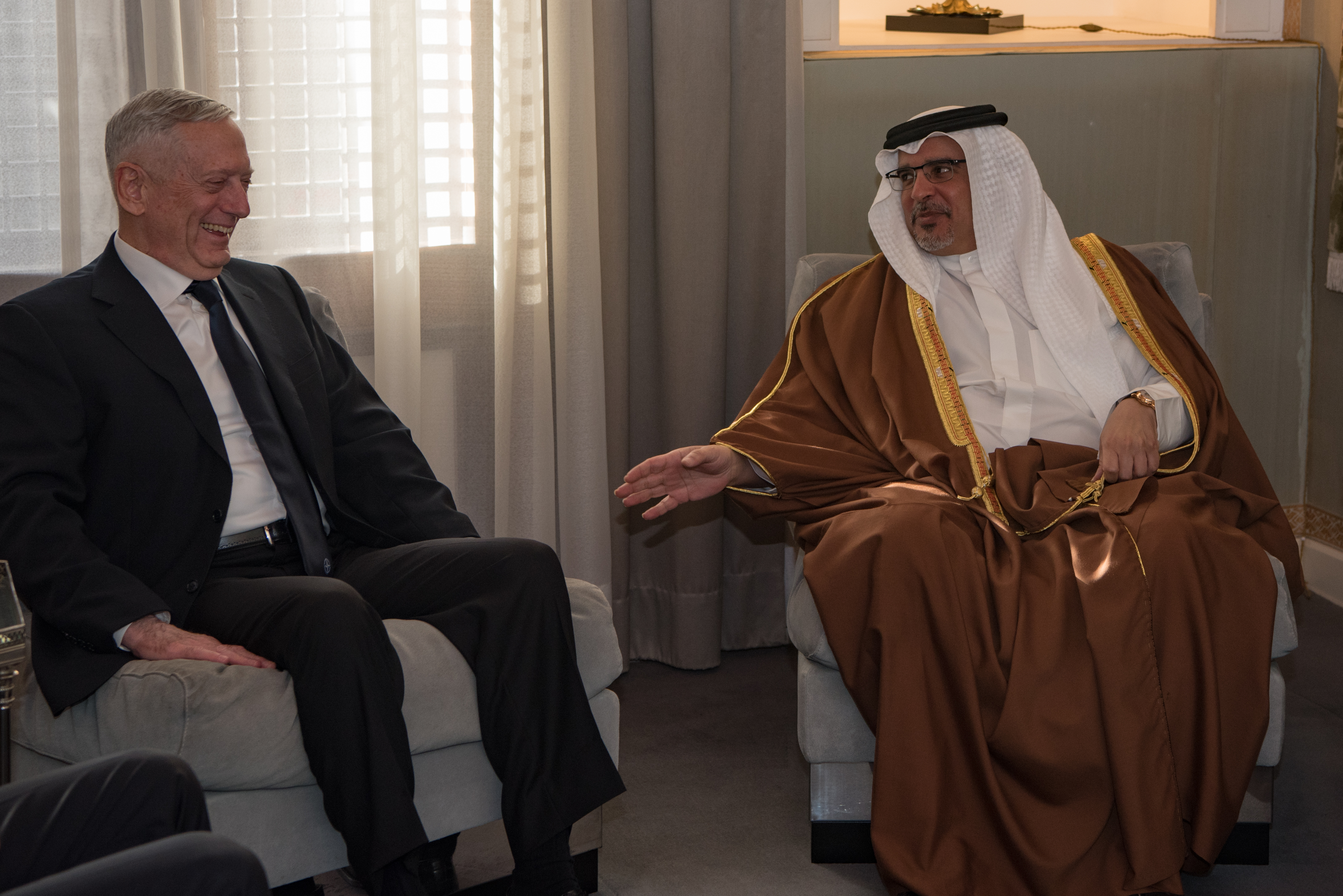
الأمير سلمان بن حمد ووزير الدفاع الامريكي السابق جيمس ماتيس.
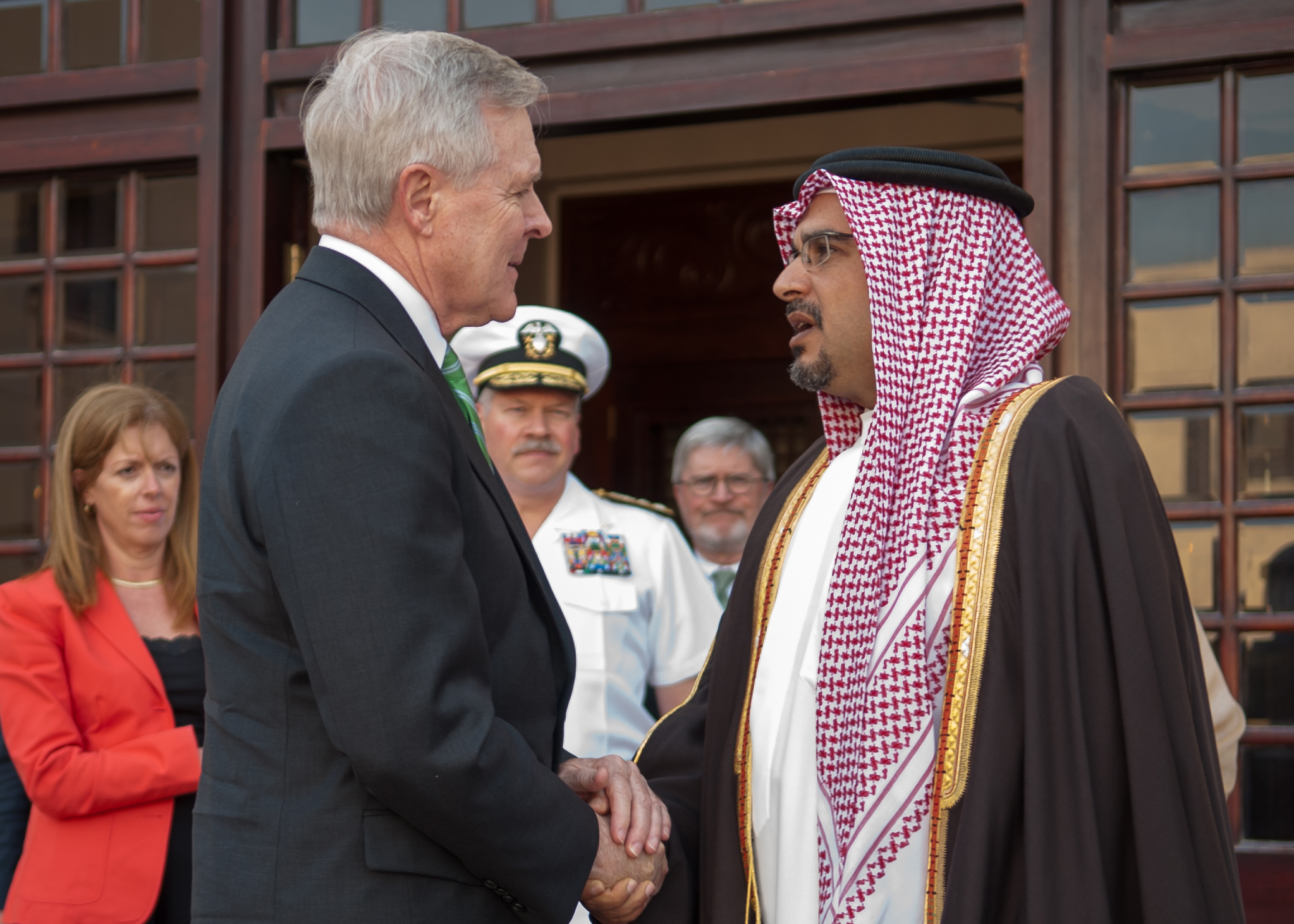
الأمير سلمان بن حمد ووزير البحرية الأمريكي السابق راي مابوس.